# 높은 성의 사나이 (드라마)
《높은 성의 사나이》(영어: The Man in the High Castle)는 미국의 드라마이다. 필립 K. 딕의 동명 소설을 원작으로 하고 있으며, 아마존 스튜디오, 스콧 프리 프로덕션스, 헤드라인 픽처스, 일렉트릭 셰퍼드 프로덕션스, 빅 라이트 프로덕션스가 제작하였다.